# Oktiàbrskoie (Kabardino-Balkària)
|  | Per a altres significats, vegeu «Oktiàbrskoie». |

Oktiàbrskoie (en rus: Октябрьское) és un poble de Kabardino-Balkària, a Rússia, que en el cens del 2010 tenia 667 habitants. Pertany al districte rural de Zalukókoaje.